# Ursula Schleicher

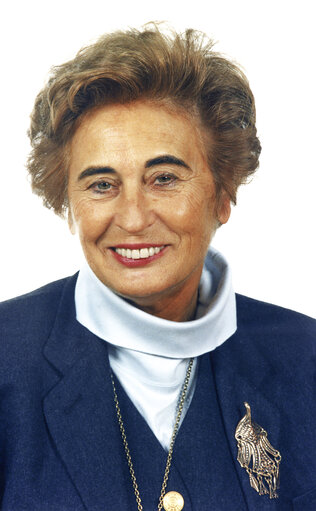
Ursula Schleicher

Ursula Schleicher (* 15. Mai 1933 in Aschaffenburg) ist eine deutsche Politikerin (CSU). 

## Leben
Schleicher wurde als Tochter von Adolf Schleicher und dessen Ehefrau Marielies Schleicher geb. Wiesner in Unterfranken geboren. Sie legte 1952 an der Oberrealschule Aschaffenburg ihr Abitur ab. Nach einem längeren Aufenthalt in Verona (Italien) studierte sie von 1954 bis 1957 Medizin und Kulturwissenschaften in Frankfurt am Main, anschließend von 1957 bis 1961  Musik mit dem Hauptfach Harfe in München. Von 1961 bis 1963 war sie Harfenistin am Seminarios Livros di Musica in Bahia (Brasilien).
Seit 1965 ist Ursula Schleicher Mitglied der CSU. Von 1965 bis 1975 war sie als hauptamtliche Frauenreferentin der CSU tätig. Sie war von 1972 bis 1980 Mitglied des Deutschen Bundestages und dort im Familienausschuss tätig. Sie war während ihrer Abgeordnetenzeit auch als Schriftführerin im Präsidium des Deutschen Bundestages tätig. 1979 wurde sie Mitglied des Europäischen Parlaments. Von 1979 bis 2004 war sie Mitglied der Fraktion der Europäischen Volkspartei (Christdemokraten) und europäischer Demokraten im Europäischen Parlament. Schleicher war von Juli 1994 bis Juli 1999 Vizepräsidentin des Europäischen Parlaments.
Schleicher hatte zahlreiche Ehrenämter inne. Sie war seit 1974 Mitglied im Präsidium der Europäischen Bewegung Deutschland. Von 1980 bis 2007 war sie dort Vize-Präsidentin. Sie war weiters seit 1974 stellvertretende Bundesvorsitzende der Katholischen Arbeitnehmer-Bewegung (KAB). 
Schleicher ist römisch-katholisch; sie spricht Englisch, Französisch, Italienisch und Portugiesisch.

## Politische Ämter im Europäischen Parlament
- Mitglied des Fraktionsvorstands der Europäischen Volkspartei (1984–2004)
- Stellvertretende Vorsitzende im Ausschuss für Umweltfragen, Volksgesundheit und Verbraucherpolitik (heute Ausschuss für Umweltfragen, öffentliche Gesundheit und Lebensmittelsicherheit) (1984–1994)
- Vizepräsidentin (1994–1999)
- Stellvertretende Vorsitzende im Ausschuss für konstitutionelle Fragen (1999–2004)
- Vorsitzende der interparlamentarischen Delegation in den parlamentarischen Ausschüssen für Zusammenarbeit für die Beziehungen zu Armenien, Aserbaidschan und Georgien (1999–2004)

## Sonstige Ämter
- Präsidentin der Europäischen Frauen-Union (1983–1987)
- Stellvertretende Vorsitzende der CSU Unterfranken (1985–2005)
- Stellvertretende Bundesvorsitzende der Paneuropa-Union Deutschland (seit 1995)
- Präsidentin der Belgisch-Bayerischen Gesellschaft (1997–2004)
- Präsidentin der Europäischen Parlamentarischen Gesellschaft (1998–2004), seit 2004 Ehrenpräsidentin

## Ehrungen
- 1979: Commendatore „Al Merito della Repubblica Italiana“
- 1983: Bayerischer Verdienstorden
- 1990: Verdienstkreuz 1. Klasse der Bundesrepublik Deutschland
- 1990: Ehrenzeichen der Deutschen Ärzteschaft
- 1990: Ehrennadel des VdK-Bayern in Gold
- 1996: Bayerische Verfassungsmedaille in Gold
- 1996: Medaille für besondere Verdienste um Bayern in einem vereinten Europa
- 2001: Großes Verdienstkreuz des Verdienstordens der Bundesrepublik Deutschland
- 2001: Bayerische Umweltmedaille
- 2004: Mérite Européen in Gold der Fondation du Mérite Européen[3]